# Bowdichia
Bowdichia és un gènere de plantes angiospermes dins la família Fabàcia. Conté 2 espècies acceptades.

## Taxonomia
Aquest gènere va ser descrit per Nicholas Edward Brown i publicat a Nova Genera et Species Plantarum (folio ed.) 6: 295. 1824. L'espècie tipus és: Bowdichia virgilioides Kunth
Etimologia
El nom d'aquest gènere està dedicat a Bowdich: Thomas Edward Bowdich i la seva esposa Sarah Bowdich.
- Bowdichia nitida Benth.
- Bowdichia virgilioides Kunth